# Henry van Dyke
Henry van Dyke (Germantown, 10 novembre 1852 – 10 aprile 1933) è stato uno scrittore, poeta e insegnante statunitense.
Diplomatosi all'Università di Princeton, nel 1877 si diplomò al Seminario Teologico di Princeton. 
Prima di prendere i voti di ministero presbiteriano, passò un biennio di formazione all'università di Berlino. Servì la chiesa presbiteriana sino al 1881 a Newport, per poi essere chiamato a New York. Lavorò come professore di letteratura inglese sempre a Princeton. 
Diresse anche la commissione che stampò il primo libro di liturgia presbiteriana: The Book of Common Worship of 1906 (Il libro del culto comune del 1906).  Tra i suoi scritti più noti vi è senz'altro The Other Wise Man (Il quarto dei Re magi, 1896). Scrisse anche saggi e poesie, per esempio gli inni a carattere religioso raccolti in Little Rivers (1895) ed in Fisherman's Luck (1899).